# Josefa Ortiz de Domínguez
María Josefa Crescencia Ortiz Téllez-Girón de Domínguez, más conocida como Josefa Ortiz de Domínguez (Valladolid de Michoacán, 8 de septiembre de 1768-Ciudad de México, 2 de marzo de 1829), fue una insurgente durante la Independencia de México, considerada una de las primeras participantes en la conspiración de Querétaro y pieza clave para el inicio de la lucha que encabezó el cura Miguel Hidalgo y Costilla en Dolores Hidalgo. Fue esposa del corregidor de Querétaro, Miguel Domínguez, por lo que es conocida popularmente como La Corregidora.

## Biografía

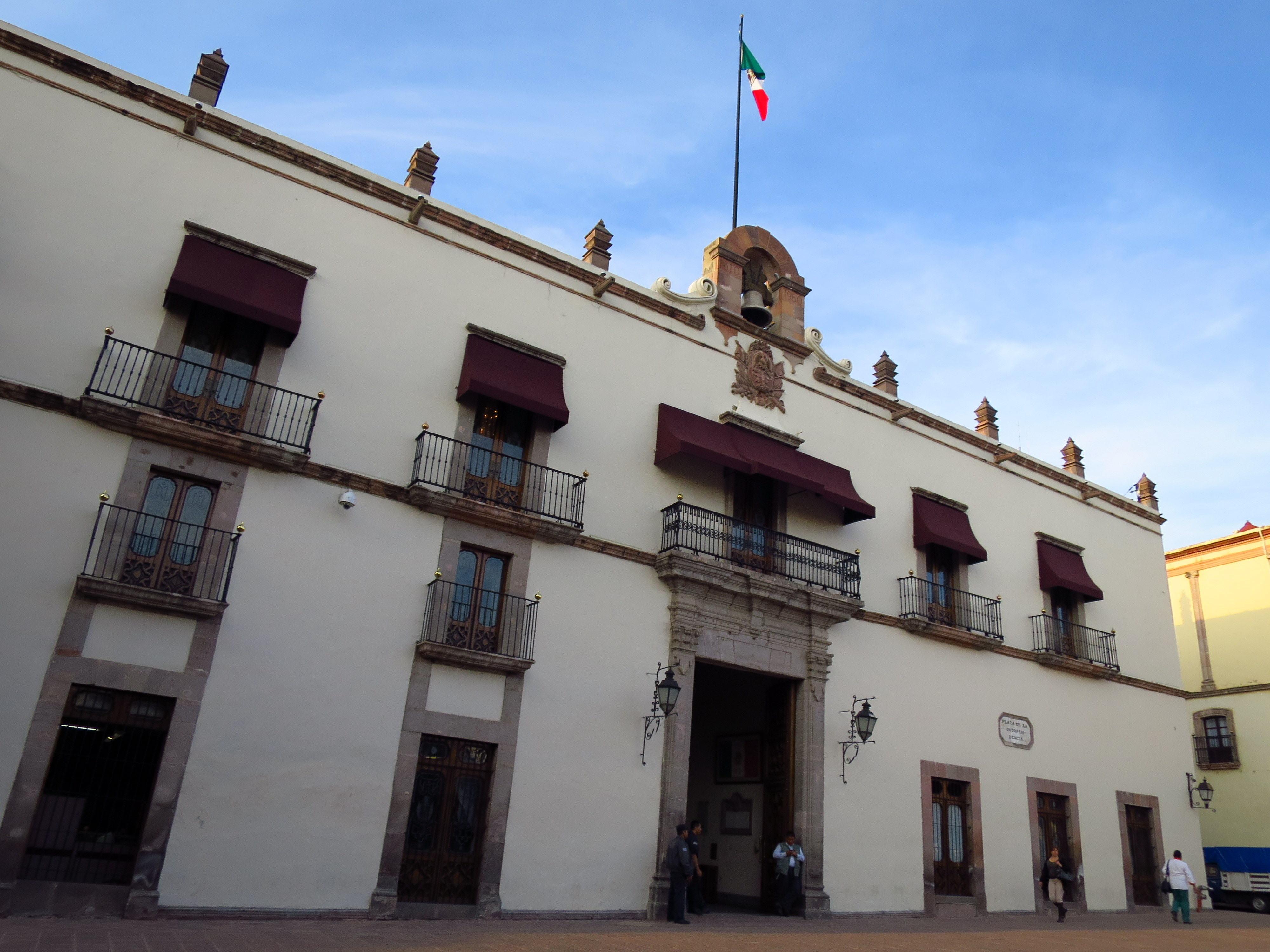
La llamada Casa de la Corregidora en Querétaro, donde Josefa residía durante la conspiración. Actualmente es el Palacio de Gobierno del Estado.

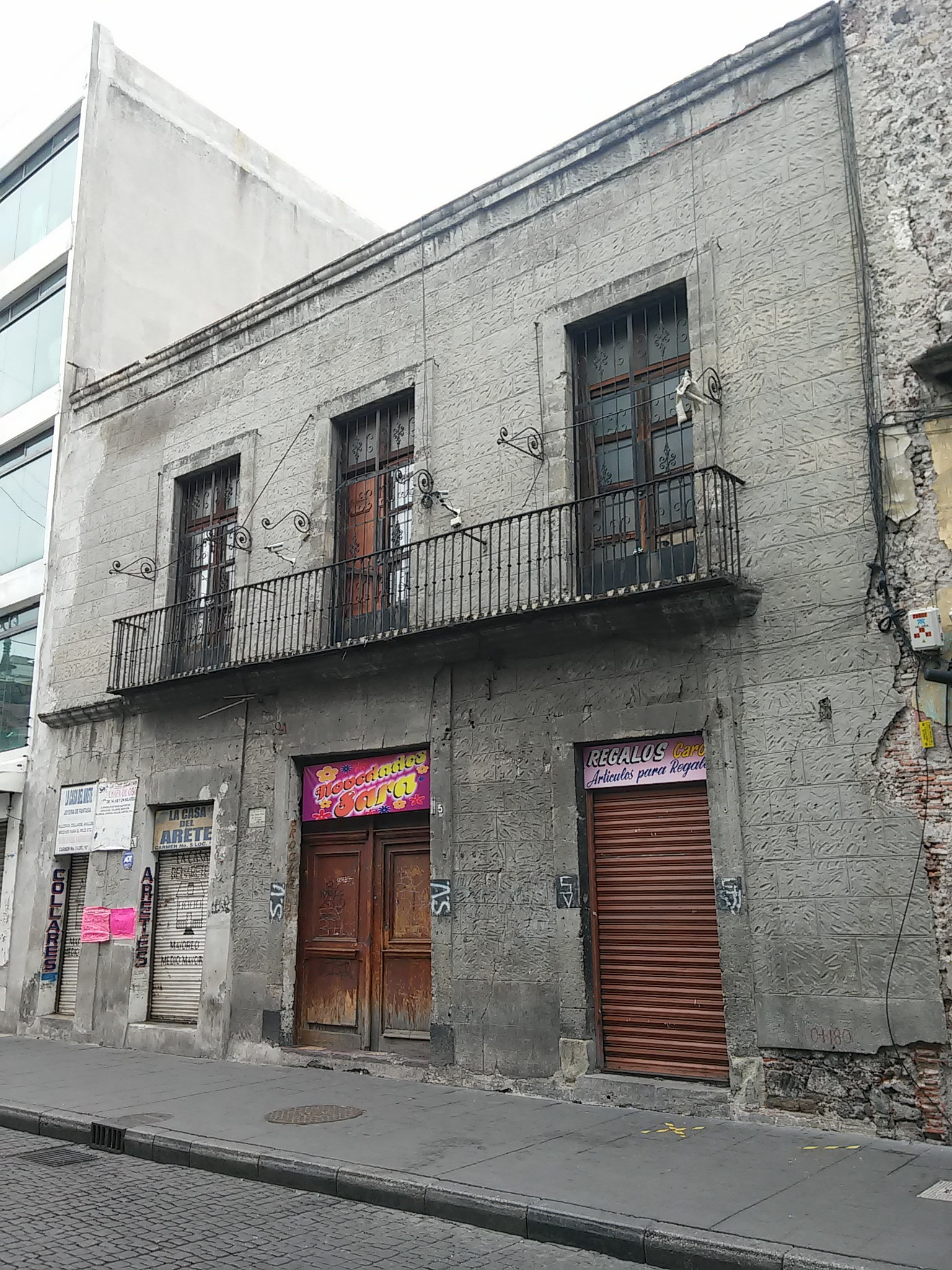
Casa donde murió Josefa Ortiz en 1829, en la actual calle del Carmen número 5, Centro Histórico de la Ciudad de México.

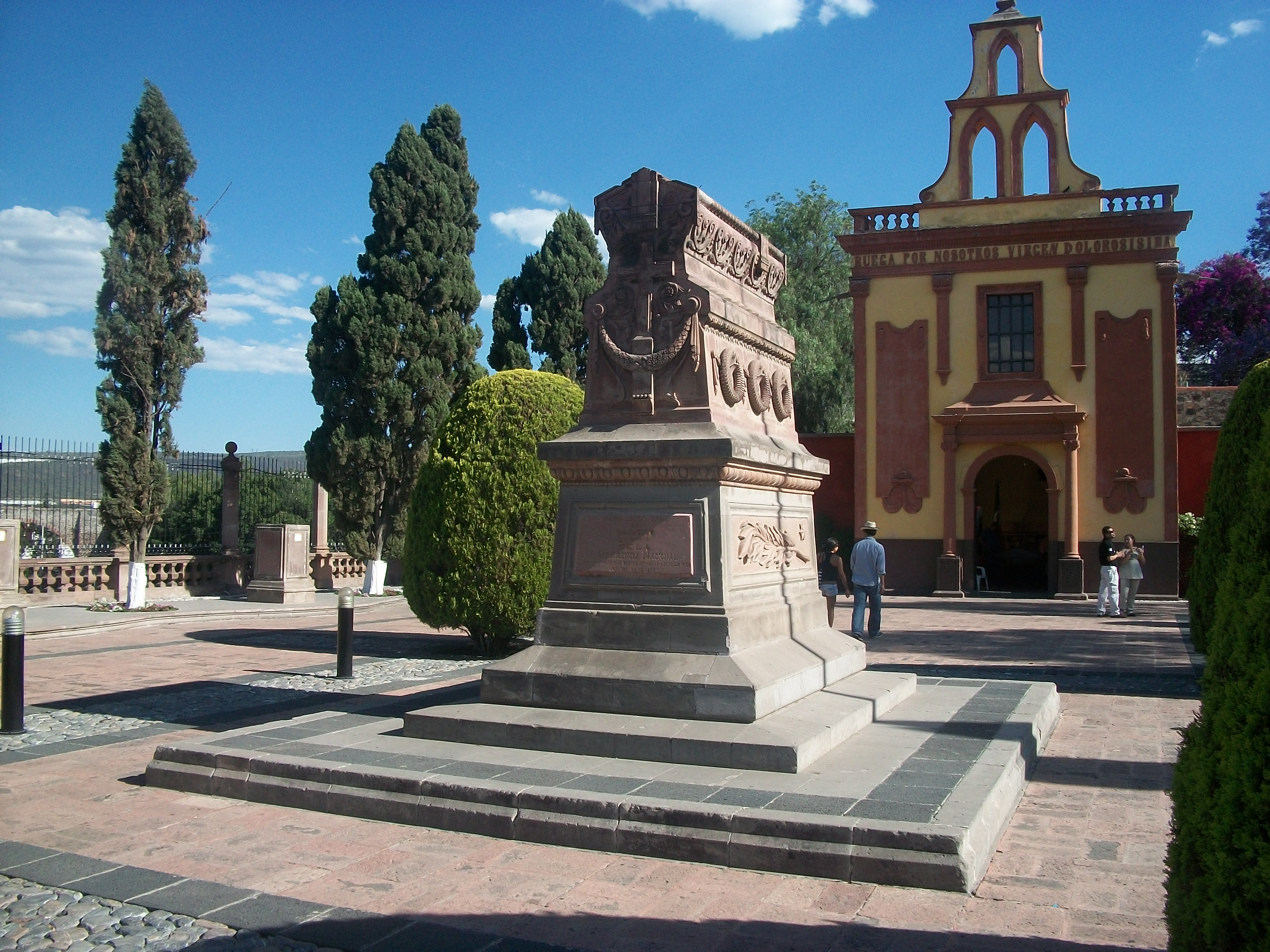
Sepulcro de Miguel Domínguez y Josefa Ortiz en el Panteón de los Queretanos Ilustres.

Sus padres fueron José Ortiz, capitán del regimiento de Los Morados, y Manuela Téllez-Girón y Calderón, de una antigua y noble familia española. Nació en la Ciudad de México, en lo que hoy es la calle de Regina No. 87 y antes era la calle de San Felipe de Jesús número 46.
Su padre perdió la vida en batalla, cuando Josefa era apenas una niña y su madre murió poco tiempo después. De esta suerte, Josefa quedó a cargo de su hermana mayor, María Sotero Ortiz, quien la apoyó para ingresar al prestigioso Colegio de las Vizcaín. En cierta ocasión, el Colegio fue engalanado para recibir la visita de Miguel Domínguez, que se enamoró de ella y pidió permiso para visitar a la joven, se hicieron novios y el 23 de enero de 1791 se casaron en el Sagrario Metropolitano de la Ciudad de México. En 1802 Miguel Domínguez fue promovido por el virrey de Nueva España, Félix Berenguer de Marquina, al cargo de corregidor de la ciudad de Santiago de Querétaro.
Josefa, que era criolla, se identificaba con el abuso sufrido por dicha comunidad por parte de los gachupines, tal como llamaban a los españoles nacidos en la península. Los criollos eran considerados como ciudadanos de segunda clase por el régimen colonial, en virtud de haber nacido en la Nueva España (una colonia) y no en la metrópoli. Por ello, eran relegados a puestos de segundo nivel en la administración pública del virreinato. Este hecho creó un gran descontento con el paso de los años y los criollos comenzaron a organizarse en grupos literarios donde se difundían las ideas de la Ilustración, prohibidas por la Iglesia católica. Josefa se integró en una de estas sociedades y convenció a su esposo tiempo después de integrarse también. Miguel Domínguez, cometió posteriormente varios errores estratégicos con respecto a la planificación de los conspiradores.
Los rebeldes estaban listos para levantarse en armas el primero de octubre de 1810. Sin embargo, el 13 de septiembre fueron descubiertos por un infiltrado, que informó a las autoridades del virreinato de las actividades del grupo literario de Querétaro. El corregidor Miguel Domínguez fue obligado a conducir un cateo en las casas de la ciudad, con el propósito de capturar a los líderes insurgentes. Para protegerla, encerró a su esposa en un cuarto bajo llave. No obstante lo anterior, Josefa Ortiz de Domínguez pudo advertir al cura de Dolores, Miguel Hidalgo; Juan Aldama e Ignacio Aldama, haciendo sonar uno de sus zapatos contra el suelo, el alcalde Ignacio Pérez escuchó el llamado y bajo mandato de ella advirtió al cura del pueblo de Dolores, en Guanajuato, que la conspiración había sido descubierta, razón por lo cual el párroco convocó al pueblo a levantarse en armas durante la misa patronal del pueblo, en la madrugada del 16 de septiembre de 1810, con lo que dio inicio la guerra por la Independencia de México.
Según el historiador Alejandro Villaseñor, en su libro Biografía de los héroes y caudillos de la independencia, Julián Villagrán apresó al oidor Collado que regresaba a México después de haber dado causa a los conspiradores, entre los presos se encontraba Josefa, que quedó libre en cumplimiento a lo pactado entre Julián Villagrán y el oidor del rey Collado. Una vez en libertad, Josefa siguió apoyando a los Insurgentes, a pesar de las flaquezas de su marido, mandando dinero e información y sin perder la oportunidad de convencer a otros para unirse a la causa. Falleció en la Ciudad de México el 2 de marzo de 1829, víctima de una pleuresía. Por sus acciones y su influencia en el desarrollo de los hechos previos al inicio de la Guerra de Independencia y sobre todo por ser el personaje fundamental que propició el inicio de esta gesta, se le ha llegado a considerar como Madre de la Patria Mexicana. Actualmente sus restos mortales descansan en el Panteón de los Queretanos Ilustres, en la ciudad de Santiago de Querétaro.

## Legado

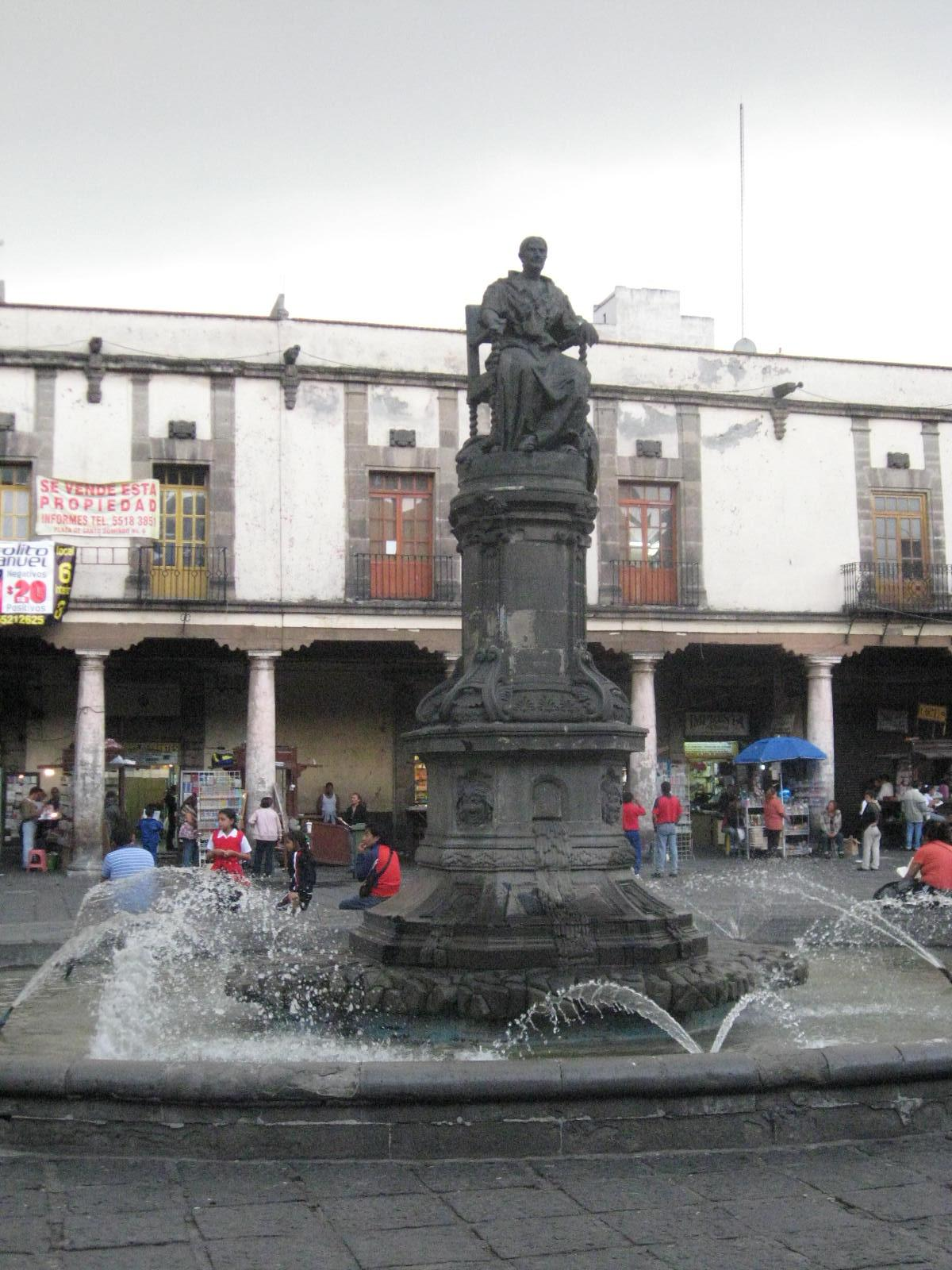
Estatua de Josefa Ortiz de Domínguez, en la plaza de Santo Domingo de la Ciudad de México.

Josefa Ortiz de Domínguez es una heroína nacional mexicana, Benemérita de la Patria y fundadora de México, su nombre se encuentra escrito con letras de oro en el Muro de Honor del Palacio Legislativo de San Lázaro y también en el Monumento a la Independencia junto a otras heroínas insurgentes, su imagen ha aparecido en billetes y monedas a lo largo del tiempo.
Existen dos estatuas que honran su memoria: una en la Plaza de Santo Domingo en la Ciudad de México y otra en la plaza Corregidora en Santiago de Querétaro, a lo largo de México varias escuelas, calles y hospitales llevan el nombre con el cual se le conoció: «Corregidora». 
También lleva ese nombre el Estadio de Santiago de Querétaro.

## Josefa Ortiz de Domínguez
- Agraz G. (1992) Los Corregidores. Tomo 1. Edición del Autor. México